# Guardián de los Santos Lugares
Servidor de los Dos Nobles Santos Lugares (en árabe: خادم الحرمين الشريفين‎ [jādim al-Haramayn al-Sharīfayn]), también traducido como Servidor, Custodio o Guardián de los Santos Lugares o de las Sagradas Mezquitas, es un título utilizado por muchos gobernantes musulmanes, incluyendo los ayubíes, los sultanes mamelucos de Egipto, los sultanes otomanos, y en la era moderna los reyes de Arabia Saudita, que hace referencia al hecho de que bajo su jurisdicción se hallan las dos mezquitas más santas del islam (en las ciudades santas): la Mezquita de al-Haram en La Meca y la Mezquita del Profeta en Medina, las dos en la región del Hiyaz en la península arábiga.
El título tiene su origen en la anexión de la región del Hiyaz —donde se encuentran ambas ciudades— al incipiente reino de los saudíes en 1924. La conquista del Hiyaz, por entonces reino independiente, llevó aparejada la destitución y exilio de su gobernante, el jerife de La Meca, una figura que desde los primeros siglos del islam se encargaba de velar por la seguridad de ambas ciudades y la de los peregrinos que acudían a ellas. El título, que desde el siglo XVI había sido hereditario en la familia de los hachemíes, llevaba aparejada una importante carga de prestigio entre los musulmanes; el último jerife, de hecho, había sido la cabeza de la rebelión árabe, y tras su exilio en Transjordania se había nombrado califa, en una iniciativa que no prosperó (su hijo no utilizó el título) pero que da una idea del prestigio que habían adquirido los hachemíes a través de su vinculación centenaria con las ciudades santas. Exiliados los hachemíes, los monarcas de la casa de Saúd no podían reclamar para sí el título de jerifes de La Meca porque les faltaba precisamente la cualidad de jerifes, esto es, de descendientes de Mahoma que sí tienen los hachemíes. De esta manera se extinguió el título.
Este título venía siendo asumido históricamente por numerosos gobernantes musulmanes, incluyendo la dinastía ayubí.

## Monarquía saudí
Décadas más tarde, en los años 1980, en un intento de reeditar el prestigio de los antiguos jerifes de La Meca, asociaron a la dignidad de rey de Arabia Saudita el título de Guardián de los Santos Lugares, que ya había sido utilizado de manera descriptiva por los jerifes de La Meca.
El primer rey saudí en asumir el título fue Fahd bin Abdulaziz en 1986. El rey Fahd substituyó el tratamiento de Su Majestad por el Custodio de las Dos Sagradas Mezquitas, ya que según dijo, sólo Alá es Todo Mayestático. El rey, Abdalá bin Abdulaziz, tomó el mismo título tras la muerte del rey Fahd en 2005 y hasta su muerte en enero de 2015. Actualmente lo ostenta el rey Salman bin Abdulaziz.
La importancia que los dirigentes sauditas conceden a este título se ha ido haciendo tan grande que a menudo se antepone y eclipsa al de rey.
El título, que suele traducirse de varias formas, significa literalmente «servidor de los dos nobles espacios sagrados». A pesar de la insistencia en el uso, los musulmanes no suelen reconocer a los monarcas saudíes una especial autoridad o prestigio de índole religiosa. Su influencia actual en el mundo islámico tiene que ver mucho más con las rentas del petróleo invertidas en la difusión del wahabismo (una forma peculiar de entender el islam) que con el hecho de utilizar el título.